# Китайская философия

Китай в эпоху Чуньцю, на которую пришёлся рассвет китайской философии

Кита́йская философия (кит. трад. 中國哲學, упр. 中国哲学, пиньинь Zhōngguó zhéxué, палл. Чжунго чжэсюэ) является частью восточной философии. Её влияние на китайскую, японскую, корейскую, вьетнамскую культуры равнозначно влиянию древнегреческой философии на Европу.

## История философской мысли в Китае

### Предыстория китайской философии (до VI века до н. э.)
В древней китайской философии господствующим было религиозно-мифологическое мировоззрение. Древние китайцы полагали, что всё в мире зависит от предопределения Неба, главным управителем которого считался Шан-ди. Ему повиновались многочисленные боги и духи, многие из которых имели явное сходство с животными, птицами или рыбами, были полуживотными — полулюдьми. «Волю Неба» можно узнать через предзнаменования и гадания.
Важнейшим элементом древнекитайской религии был культ предков и мифических героев древности.
В это же время, согласно древнейшим письменным памятникам Китая, некоторые мыслители высказали ряд философских идей и выдвинули термины, которые впоследствии стали важнейшими понятиями китайской философии:
- Ши Бо выдвинул понятие гармонии (хэ),
- глава придворных летописцев и астрономов царства Цзинь Ши Мо (Цай Мо) (VIII век до н. э.) выдвинул идею «парности всех вещей»,
- сановник (дафу) царства Чжоу Бо Янфу (VIII век до н. э.) объяснял происшедшее в 780 году до н. э. землетрясение нарушением взаимодействия сил инь и ян.

В VII—VI веках до н. э. некоторые философы Древнего Китая стремились объяснять мир уже исходя из непосредственного созерцания природы. Судя по книге Ши-цзин, в этот период в китайской философии господствует культ Неба, который не только объясняет движение звёзд закономерностями естественных процессов, но и связывает их с судьбами государств и отдельных людей, а также с заповедями морали.
По утверждению Юрия Пинеса, крупнейшими фигурами в интеллектуальной жизни доконфуцианского Китая были четыре политические фигуры VI века до н. э.: Шусян (кит. 叔向, пиньинь Shūxiàng) и Нюй Шуци (кит. трад. 女叔齊(司馬侯), упр. 女叔齐(司马侯), пиньинь Nǚ shū qí (sīmǎ hóu)) из царства Цзинь, Янь Ин (кит. трад. 晏嬰, упр. 晏婴, пиньинь Yàn yīng) из царства Ци и Цзы Чань (кит. трад. 子產, упр. 子产, пиньинь Zǐ chǎn) из царства Чжэн.

### Древняя китайская философия (VI—II века до н. э.)
Глубокие политические потрясения в VII—III веках до н. э. — распад древнего единого государства и укрепление отдельных царств, острая борьба между крупными царствами — нашли своё отражение в бурной идеологической борьбе различных философско-политических и этических школ. Период Чжаньго в истории Древнего Китая часто называют «золотым веком китайской философии». Именно в этот период зарождаются понятия и категории, которые затем станут традиционными для всей последующей китайской философии, вплоть до новейшего времени.
В этот период свободно и творчески существовало шесть основных философских школ:
- даосизм (кит. 道教, пиньинь Dàojiào, палл. Даоцзяо): Вселенная является источником гармонии, поэтому всё в мире, от растения до человека, прекрасно в своём естественном состоянии. Лучший правитель — который оставляет людей в покое. Представители этого периода: Лао-цзы, Ле-цзы,Чжуан-цзы, Ян Чжу; Вэнь-цзы, Инь Си. Представители более позднего даосизма: Гэ Хун, Ван Сюаньлань, Ли Цюань, Чжан Бодуань.
- конфуцианство (кит. трад. 儒學, упр. 儒学, пиньинь Rúxué, палл. Жусюэ): правитель и его чиновники должны управлять страной по принципам справедливости, честности и любви. Изучались этические правила, социальные нормы и регулирование управления деспотическим централизованным государством. Представители: Конфуций, Цзэн-цзы, Цзы Сы, Ю Жо, Цзы-гао, Мэн-цзы, Сюнь-цзы.
- моизм (кит. 墨家, пиньинь Mòjiā, палл. Моцзя): смысл учения заключался в идеях всеобщей любви (цзянь аи) и преуспеваемости, все должны думать о взаимной пользе. Представители: Мо-Цзы, Цинь Хуали, Мэн Шэн, Тянь Сян-цзы, Фу Дунь.
- школа законников (кит. 法家, пиньинь Fǎjiā, палл. Фацзя; по-европейски — легизм): занималась проблемами социальной теории и государственного управления. Представители: Шэнь Бухай, Ли Куй, У Ци, Шан Ян, Хань Фэйцзы; часто также сюда относят Шэнь Дао.
- школа имён (кит. 名家, пиньинь Míngjiā, палл. Минцзя): несоответствие названий сущности вещей ведёт к хаосу. Представители: Дэн Си, Хуэй Ши, Гунсунь Лун; Мао-гун. Иногда относят Инь Вэня.
- инь ян цзя (кит. трад. 陰陽家, упр. 阴阳家, пиньинь Yīnyáng jiā, палл. Инь Ян Цзя, по-европейски — натурфилософы): натурфилософско-космологические и оккультно-нумерологические вопросы. Школа Тёмного (Инь) и Светлого (Ян) начал. Последователи этой школы пытались дать интерпретацию событий исключительно в понятиях природных сил. Представители: Цзы-вэй, Цзоу Янь, Чжан Цан.

В большинстве школ преобладала практическая философия, связанная с проблемами житейской мудрости, нравственности, управления. Теоретическая база была наиболее развита в даосизме; в остальных же школах мировоззренческие основания были или слабы, или заимствованы из других школ.
Завершение классического периода древней китайской философии, занимающего важное место в её развитии (конец III века до н. э.), ознаменовалось преследованиями философов и сожжением манускриптов.

### Средневековый период китайской философии (II век до н. э. — X век н. э.)
Для этого периода характерна полемика между конфуцианством, легизмом и даосизмом. В конце концов конфуцианство в этой полемике одерживает верх как государственная религия и этика.
В I веке н. э. в Китай проник буддизм.
Выдающиеся мыслители ханьского времени: философ и государственный деятель Дун Чжуншу (2 век до н. э.), получивший в средние века известность как «Конфуций эпохи Хань», император династии Хань У-ди (II век до н. э., конфуцианец), философ-конфуцианец, литератор и филолог Ян Сюн (53 г. до н. э. — 18 н. э.), автор написанного в подражание «Книги перемен» сочинения «Тай сюань цзин» («Канон великого сокровенного»). К ханьскому времени относятся и такие выдающиеся мыслители как Ван Чун (27 — ок. 97 г. н. э.) и Чжан Хэн (78—139). Чжан Хэн внёс выдающийся вклад в развитие древнекитайской астрономии, механики, сейсмологии и географии. Крупным мыслителем этой эпохи был также историк Сыма Цянь (145—86 гг. до н. э.), автор первой всеобщей истории Китая, начинавшейся с глубокой древности и заканчивающейся концом второго века до н. э. Считается, что во время правления династии Хань в творчестве таких мыслителей как Мэн Си (90—40 гг. до н. э.) и Цзин Фан (78—37 гг. до н. э.) было положено начало календарным приложениям « И цзин». К этому направлению, развивающему календарно астрономические аспекты « И цзина», можно отнести также деятельность ученика Мэн Си Цзяо Яньшоу, автора сочинения « И линь» («Лес перемен»), а также работы Чжэн Сюаня (127—200), Сюнь Шуана (128—190) и Юй Фаня (164—233).
Во втором веке нашей эры протекала деятельность даосского философа и алхимика Вэй Бояна (ок.100—170), автора сочинения «Цань тун ци», в котором он изложил с помощью триграмм и гексаграмм, основные принципы даосской алхимии.Сочинение Вэй Бояна было построено в форме комментария к классической «Книге перемен» («Чжоу и»). В ханьское время было создано сочинение «Тай пин цзин», авторство которого приписывают даосскому мудрецу Юй Цзи. Предполагают, что учение, изложенное в данной книге, легло в основу идеологии восстания Жёлтых повязок и оказало значительное влияние на развитие даосской утопической мысли.
Большое влияние на развитие философии в Китае оказал проживший всего 23 года философ Ван Би (226—249). При династии Ранняя Вэй (220—264) он был крупным чиновником. Свои взгляды мыслитель излагал в комментариях к конфуцианской и даосской классике. Ван Би автор сочинений «Чжоу и чжу» («Комментарий к „Чжоуским переменам“») и «Лао-цзы чжу» («Комментарий к „Лао-цзы“»). Содержание «Чжоу и» Ван Би истолковывал как теорию временных процессов и изменений. Против развиваемой Ван Би идеи «ценности небытия» (гуй у) активно выступал философ и учёный из государства Западная Цзинь Пэй Вэй (267—300), автор сочинения «Чун ю лунь» («Рассуждение об уважения бытия»).

### Новое время китайской философии (с 1000 г. н. э.)
Оно характеризуется догматизацией конфуцианства, которое вместе с его основателем возвышается до религиозного почитания (1055 — дарование роду Конфуция более высокого дворянского звания, 1503 — причисление Конфуция к лику святых, сооружение ему храмов, в которых, однако, не было изображений святых). С другой стороны, имеет место гонение на даосов (формальное запрещение даосизма — 1183). Христианство, проникнув к тому времени в Китай, смогло оказать влияние на китайскую философию.
Видным мыслителем XI века был Чжан Цзай, один из основоположников неоконфуцианской школы ли сюэ («учение о принципе»), также известный как Чжан Цзыхоу, Чжан Хэнцзюй и Чжан-цзы (1020—1078).Его основные сочинения — «Си мин» («Западная надпись»), «Дун мин» («Восточная надпись»), «Чжэн мэн» («Наставление непросвещённым»), «Цзин сюэ ди ку» («Бездонность принципов изучения канонов»), «И шо» («Учение Канона перемен»). Чжан Цзай в своём учении о человеке исходил из признания существования в человеке двух «природ» — небесной и «эфирной». Согласно Чжан Цзаю, ци (эфир) является первоосновой как всех вещей, так и Вселенной в целом. Ци заполняет великую пустоту (тайсю). По мнению основателя юнцзяской школы философа Е Ши (1150—1223), вселенная образована из вещества, состоящего из пяти первоэлементов и восьми видов вещества, которые символически обозначаются восемью триграммами.
Из значительных мыслителей более позднего времени следует упомянуть Ван Янмина (1472—1529), который являлся посредником между даосизмом и конфуцианством. Значительно позднее выступает педагог Янь Юань (XVIII век). Крупным мыслителем XVII века был философ-конфуцианец Ван Чуаньшань (1619—1692), в основе натурфилософских построений которого лежит учение о «Великой пустоте» (тай сюй) одного из основоположников неоконфуцианства Чжан Цзая (1020—1078). В XVII веке протекает также деятельность ученого-энциклопедиста(филолог, историк, географ, экономист, астроном) Гу Яньу (1613—1682), основателя учения о естестве (пу сюэ), своеобразного эмпирико-конкретного направления. Крупнейшим представителем этого направления являлся также философ и учёный XVIII века Дай Чжэнь (1723—1777).
Оригинальным и глубоким мыслителем XIX века в Китае был казненный вместе с пятью другими активными деятелями реформаторского движения один из организаторов и идеологов этого движения философ и поэт Тань Сытун (1865—1898).
Среди представителей в XX веке следует в первую очередь упомянуть Гу Хунмина, который ведёт борьбу за чистоту китайской философии, а также Сунь Ятсена, Фэн Юланя и Лян Шумина (1893—1988). Известным популяризатором марксистской идеологии в Китае выступал философ Ай Сыци (1910—1966). Из принципов марксистского мировоззрения исходили также в своей исследовательской деятельности философы и историки китайской философской и общественной мысли Хоу Вайлу (1903—1987) и Ду Госян (1889—1961). В последнее десятилетие получили известность работы философа и геополитика Чжан Вэньму, касающиеся наиболее актуальных проблем глобализации и геостратегии. В связи с тем, что в XX веке среди различных зарубежных философских течений наиболее глубокое влияние на развитие китайской философии оказала советская философия, ряд китайских исследователей уделяет внимание изучению истории советской философии, советского периода в истории русской философии и истории русской философии (Цзя Цзэлинь, Ань Цинянь, Ли Шандэ, Бао Оу, Ма Иньмао, Чжан Байчунь и др.).